# Jan Christian Johanssen
Jan Christian Johanssen, född 1841, död 1911, var en norsk filolog och skolman.